# Mylothris talboti
Mylothris talboti is een vlindersoort uit de familie van de Pieridae (witjes), onderfamilie Pierinae.
Mylothris talboti werd in 1980 beschreven door L. Berger.